# ريموس غوميز
ريموس غوميز (بالإنجليزية: Remus Gomes)‏ هو لاعب كرة قدم هندي في مركز الدفاع، ولد في 12 ديسمبر 1978 في غوا في الهند. لعب مع سبورتينغ غوا.